# Makaria (Hadész lánya)
Makaria (ógörögül: Μακαρία, latinul: Makaría, jelentése: "áldott", "boldogság") vagy Macaria egy ismeretlen alak az ókori görög mitológiában és vallásban, akit állítólag Hadész, az alvilág istene és királya lányaként említenek. Makaria csak egy középkori forrásban, a 10. századi bizánci Szúda enciklopédiában szerepel, amely nem tartalmaz sok információt a karakteréről és személyiségéről. Nincs saját mitológiája.

## Etimológia
Az ókori görög szó, "μακαρία" jelentése "boldogság", "áldottság" vagy "áldott személy", de alternatívaként "butaságot" is jelenthet.

## Szúda
Ezt a Makariát egyetlen forrás említi, a 10. századi bizánci enciklopédia, a Szúda, amely szerint ő Hadész, az alvilág királyának lánya; édesanyját nem említik. További információ nem ismert róla, mivel sem halhatatlan istennőként, sem halandó nőként nem szerepel, és azt sem erősítik meg, hogy az alvilágban élt volna az apjával.

## Lehetséges kapcsolatok
Ugyanebben a Szúda bejegyzésben két másik Makaria is szerepel, amelyek látszólag függetlenek Hadész lányától: egy ősi görög közmondás és Makaria (Héraklész lánya), aki feláldozta magát, hogy megmentse családját és városát. Az író szerint az ősi görög közmondás, "menj a boldogságba" azt jelentette, hogy "megsemmisülésbe mész", eufemisztikus módon (mivel a halottakat hagyományosan "áldottaknak" nevezték); ez volt a megfelelője a modern "menj a pokolba" kifejezésnek. A kifejezés közmondássá vált, és olyanokra használták, akiknek bátorsága veszélyeztette őket. Zenóbiosz, a szofista szerint ez a kifejezés valójában Makariára, Héraklész lányára vonatkozott, és eredetileg pozitív értelemben mondták azok számára, akik bátorsággal és vitézséggel áldozták fel magukat.